# اس‌ام‌اس زیگفرید
اس‌ام‌اس زیگفرید (به انگلیسی: SMS Siegfried) یک کشتی دفاع ساحلی بود که طول آن ۷۹ متر (۲۵۹٫۲ فوت) بود. این کشتی در سال ۱۸۸۹ ساخته شد.